# Hadi Choopan
Hadi Choopan (in persiano هادی چوپان‎; trasl. angl. Hadi Choopan; Abnow, 26 settembre 1987) è un culturista iraniano.
Soprannominato The Persian Wolf ("Il lupo persiano") per via delle sue origini, è professionista IFBB dal 2016. Ha vinto il Mister Olympia nel 2022.

## Biografia
Nato nel piccolo villaggio di Abnow, nello Shahrestān di Sepidan, cresce in un contesto di povertà e da adolescente svolge le occupazioni di venditore ambulante e carpentiere per aiutare economicamente la propria famiglia. Ragazzino di corporatura longilinea, e per questo spesso oggetto di scherzi e battute, si appassiona al mondo del culturismo nel 2000 e inizia a sollevare pesi con l'aiuto dell'allenatore Jamshid Owji a partire dal 2002. Successivamente partecipa a una serie di concorsi nazionali e ottiene dei primi posti nella natia provincia di Fars, per poi conquistare il suo primo titolo iraniano nel 2005.
Interrotto il sodalizio sportivo con Jamshid Owji, tra il 2008 e il 2013 compete senza allenatore, riuscendo comunque a fregiarsi di altri titoli nazionali, oltre che della medaglia d'argento ai campionati mondiali WBPF di bodybuilding. Nel 2013 ingaggia l'allenatore Ali Ne’mati, sotto la cui tutela entra nel professionismo: quello stesso anno conquista il 1º posto ai campionati asiatici WBPF, per poi competere esclusivamente ai mondiali dove si laurea campione nel 2013, 2014 e 2015.
A partire dal 2017 è seguito nella preparazione atletica dal noto preparatore iraniano Hany Rambod, con il quale inizia la propria ascesa sportiva grazie alla vittoria del Mr. Olympia Amateur – torneo organizzato dalla Federazione internazionale di Body Building & Fitness (IFBB) con in palio una pro card, ovvero uno status da professionista – quello stesso anno. Segue per lui un secondo posto al Grand Prix asiatico 2017, alle spalle del pluricampione della classe 212 di Mister Olympia Flex Lewis: la decisione dei giudici, ritenuta controversa, fa nascere una rivalità tra i due culturisti.
L'adozione negli Stati Uniti d'America di misure restrittive per gli immigrati provenienti da alcuni paesi a maggioranza musulmana, tra cui l'Iran, condiziona negativamente il naturale prosieguo di carriera di Chupan che, chiamato al definitivo salto di qualità, è costretto a saltare importanti competizioni per il biennio 2017-2018 quali il Mister Olympia e l'Arnold Classic. Risolti i problemi legati al visto d'ingresso, nel 2019 ottiene la qualificazione al Mister Olympia arrivando primo nella categoria maschile bodybuilding open dell'IFBB Vancouver Pro, davanti a Nathan Deasha e Lukas Osladil. Presentatosi poco al di sotto dei 100 kg sul più importante palcoscenico del culturismo mondiale, il 14 settembre seguente a Las Vegas ottiene a sorpresa un 3º piazzamento finale alle spalle del vincitore Brandon Curry e dell'olandese William Bonac, superando avversari ben più affermati quali Dexter Jackson e Roelly Winklar. A fine concorso ottiene comunque il premio "campione della gente" (in inglese People's Choice Award), determinato dal voto popolare.
Nel 2020, anno profondamente segnato dalla pandemia di COVID-19, disputa solamente il Mister Olympia: il concorso è anch'esso condizionato dalla crisi sanitaria tanto da essere spostato da ottobre a dicembre, oltre che dalla sede di Las Vegas a quella di Orlando, nello stato del Florida. Risolte, nuovamente all'ultimo momento, questioni burocratiche legate ai viaggi oltreoceano, sul palcoscenico di Orlando giunge 4º dietro al podio composto da Mamdouh Elssbiay, Brandon Curry e il ritornante pluricampione Phillip Heath.
L'iraniano si ripresenta anche nell'edizione del 2021 di Mister Olympia, leggermente meno pesante ma sempre in ottime condizioni di tiraggio e definizione muscolare, dove tuttavia non riesce a detronizzare il campione in carica Elssbiay, in virtù del 3º posto dopo l'egiziano e Curry. Ottiene comunque, per la seconda volta, il riconoscimento del People's Choice Award.
Vince finalmente il titolo di Mister Olympia nel 2022, portando sul palco del prestigioso concorso una condizione incredibile, arrivando davanti a Derek Lunsford e Nick Walker, rispettivamente secondo e terzo.
Nella competizione del 2023 si posiziona al secondo posto dopo una battaglia serrata contro Derek Lunsford. In seguito abbandonerà il palco, prima delle fotografie di rito, togliendosi la medaglia d'argendo dal collo in segno di protesta e delusione.

## Gare disputate e piazzamenti
- WBPF World Championships 2012 – 2º classificato
- WBPF Asia Championships 2013 – 1º classificato
- WBPF World Championships 2013 – 1º classificato
- WBPF World Championships 2014 – 1º classificato
- WBPF World Championships 2015 – 1º classificato
- IFBB Mr. Olympia Amateur 2017 – 1º classificato
- IFBB Sheru Classic – 2º classificato
- Asia Grand Prix 2017 – 2º classificato
- San Marino Pro 2017 – 2º classificato
- Dubai Expo 2018 – 2º classificato
- IFBB Portugal Pro 2018 – 1º classificato
- Asia Grand Prix 2018 – 1º classificato
- IFBB Vancouver Pro 2019 – 1º classificato
- IFBB Mr. Olympia 2019 – 3º classificato
- IFBB Mr. Olympia 2020 – 4º classificato
- IFBB Mr. Olympia 2021 – 3º classificato
- IFBB Mr. Olympia 2022 – 1º classificato
- IFBB Mr. Olympia 2023 – 2º classificato
- IFBB Mr. Olympia 2024 - 2º classificato